# 藤沢市立湘南台中学校
藤沢市立湘南台中学校（ふじさわしりつ しょうなんだいちゅうがっこう）は、神奈川県藤沢市にある公立中学校。2024年 (令和6年)時点での生徒数は19学級、614人

## 概要
昭和の後期に藤沢市立六会中学校と藤沢市立長後中学校のマンモス化解消のために、両校の学区の一部を変更して、藤沢市北部の湘南台に開校した。

## 沿革
- 1981年（昭和56年）4月1日 - 藤沢市立六会中学校と藤沢市立長後中学校より分離開校
- 1982年（昭和57年）3月24日 - 部活動室竣工
- 1983年（昭和58年）5月25日 - 校歌制定 作詞:佐川英三、作曲:三枝成彰
- 1989年（平成1年）6月18日 - 神奈川県中学校サッカー選手権大会優勝
- 2005年（平成17年）2月 - プール温水シャワー完成
- 2008年（平成20年）3月 - エレベーター完成、4月 - バリアフリートイレ完成
- 2011年（平成23年）3月 - 太陽光発電施設設置完了
- 2012年（平成24年）3月6日 - グラウンド改修工事終了[1]
- 2021年   (令和3年)    11月15日 - 40代女性臨時教諭が、英語の中間試験の問題と解答の一部を撮影した画像をSNSで3年生3人に送っていたという事件が発覚した。教諭は同校などの聞き取りに「生徒にいい点を取らせてあげたかった」などと話している。
- 2024年   (令和6年)　1月 - 西側トイレ改修工事終了
- 2025年   (令和7年)    1月8日 - 湘南台中学校を爆破するという予告メールが届く事態が発生した。爆発はしなかったが、生徒は緊急下校となった。

## ロケ
- 2007年    （平成19年）2月3日に放送「花より男子2」第5話

## 進学前小学校
- 藤沢市立六会小学校（一部は藤沢市立六会中学校へ）
- 藤沢市立湘南台小学校（一部は藤沢市立高倉中学校へ）
- 藤沢市立亀井野小学校（一部は藤沢市立六会中学校へ）

## 教育目標
- 鍛錬(たんれん)
- 感謝(かんしゃ)
- 意欲(いよく)

## 部活動
- 運動系
  - バレーボール部（女子）
  - 陸上競技部
  - バドミントン部
  - ソフトテニス部
  - 野球部
  - サッカー部
  - バスケットボール部

- 文化系
  - 美術部
  - 演劇部
  - 科学部
  - 吹奏楽部
  - 家庭部[2]

## 著名な出身者
- 峯崎雄太（俳優）
- 上福ゆき（タレント・プロレスラー）[3]
- 諏訪魔　（プロレスラー)

## アクセス
- 小田急江ノ島線・相鉄いずみ野線・横浜市営地下鉄ブルーラインの湘南台駅より徒歩10分